# Die Zeit, die Tag und Jahre macht
Die Zeit, die Tag und Jahre macht, BWV 134a, ist eine weltliche Kantate oder Serenata von Johann Sebastian Bach. Sie wurde geschrieben für den Hof von Leopold von Anhalt-Köthen als eine Glückwunschkantate für Neujahr 1719.

## Entstehung und Text
Die Kantate wurde auf eine Dichtung geschrieben, die Christian Friedrich Hunold in Halle 1719 veröffentlichte in Auserlesene und theils noch nie gedruckte Gedichte unterschiedener Berühmten und geschickten Männer, Teil 2. Bach benutzte die Musik 1724 in Leipzig als Basis für seine Oster-Kantate Ein Herz, das seinen Jesum lebend weiß. Die Musik des früheren Werkes ging verloren, weil Bach Teile des Aufführungsmaterials in Leipzig verwendete. Daher wurde nur ein Fragment in der ersten Ausgabe der Bach-Gesellschaft Leipzig unter dem Titel Mit Gnade bekröne der Himmel die Zeiten herausgegeben. Doch Philipp Spitta fand den gedruckten Text, der eine Rekonstruktion ermöglichte.
Der Text der Serenata ist in den meisten Sätzen ein Dialog zweier allegorischer Figuren, Zeit, für die Vergangenheit, und Göttliche Vorsehung, für die Zukunft.

## Besetzung und Aufbau
Die Kantate ist gesetzt für zwei Solisten, vierstimmigen Chor, zwei Oboen, Streicher und Basso continuo. Die Zeit wird vom Tenor gesungen, die Göttliche Vorsehung vom Alt, nur der Schlusschor ist vierstimmig.
1. Recitativo (Tenor, Alt): Die Zeit, die Tag und Jahre macht
2. Aria (Tenor, Streicher): Auf, Sterbliche, lasset ein Jauchzen ertönen
3. Recitativo (Tenor, Alt, oboes): So bald, als dir die Sternen hold
4. Aria (Alt, Tenor, Streicher): Es streiten, es siegen, die künftigen Zeiten
5. Recitativo (Alt, Tenor): Bedenke nur, beglücktes Land
6. Aria (Alt): Der Zeiten Herr hat viel vergnügte Stunden
7. Recitativo (Tenor, Alt): Hilf, Höchster, hilf, daß mich die Menschen preisen
8. Chorus: Ergetzet auf Erden, erfreuet von oben

## Musik
Anders als die meisten Kirchenkantaten Bachs steigert sich die Kantate in einer Folge von Rezitativen und Arien zu einem großangelegten Schlusschor.
Die dialogischen Rezitative sind überwiegend secco-Rezitative, vom Continuo begleitet. Die erste Arie der Zeit wird von der ersten Oboe dominiert. Die zweite Arie ist ein Duett, das vom Wettstreit der Zeiten spricht, was durch Figurationen in der ersten Geige illustriert wird. In der letzten Arie wird die Stimme der Göttlichen Vorsehung nur vom Continuo begleitet und kann ausdrucksvoll von der Harmonie der Seelen singen.
Die Kantate gipfelt in einem Chorsatz, den der Tenor eröffnet durch Ergetzet auf Erden, unmittelbar gefolgt vom Alt erfreuet von oben, dann singen alle Stimmen homophon Glückselige Zeiten, vergnüget dies Haus! Das Muster wird zweimal wiederholt, jedes Mal etwas erweitert. Der Mittelteil des Satzes wird wieder von Alt und Tenor begonnen, diesmal gleichzeitig. Auf die Worte sie blühen, sie leben beginnt eine fugierte Entwicklung, ähnlich dem Eingangschor zu Herz und Mund und Tat und Leben: eine schnelle Einsatzfolge der Stimmen und ein ausgedehntes Melisma auf dem Wort leben schaffen sehr lebendige Musik. Zwei weitere Male beginnen Alt und Tenor einen fugierten Abschnitt, indem sie ihrerseits die Worte durchlauchtigsten Seelen zunehmend ausschmücken. Am Schluss des Mittelteils wird das Wort ruft zweimal von allen Stimmen gleichzeitig ausgerufen und durch eine nachfolgende Pause akzentuiert. Anschließend wird der ganze erste Teil da capo wiederholt.

## Aufnahmen
- J.S. Bach: Complete Cantatas Vol. 10, Ton Koopman, Amsterdam Baroque Orchestra & Choir, Michael Chance, Paul Agnew; Erato/Antoine Marchand 1998.
- Edition Bachakademie Vol. 139 - Congratulatory and Hommage Cantatas, Helmuth Rilling, Gächinger Kantorei, Bach-Collegium Stuttgart, Ingeborg Danz, Marcus Ullmann; Hänssler 2000.